# Mattia Negrente
Mattia Negrente, né le 28 mai 2005, est un coureur cycliste italien.

## Biographie
Mattia Negrente découvre le vélo durant son enfance en suivant les performances de son grand frère Marco, lui-même ancien coureur cycliste. Il participe à ses premières courses vers l'âge de huit ans,. 
En 2022, il devient champion d'Italie de poursuite par équipes chez les juniors (moins de 19 ans). L'année suivante, il remporte trois courses internationales sur route. Il est également sacré champion national junior de l'américaine, aux côtés de son compatriote Eros Sporzon. 
Grâce à ses bons résultats, il intègre la réserve de l'équipe Astana Qazaqstan en 2024. Il reprend la compétition à la fin de l'hiver sur le South Aegean Tour, où il se classe troisième du classement général. Le 21 mars, il s'impose sur une épreuve slovène inscrite au calendrier de l'UCI Europe Tour.

## Palmarès sur route
- 2023
  - Giro di Primavera
  - 3e étape du Medzinárodné Dubnica nad Váhom
  - Trofeo Buffoni
  - 2e de Brescia-Monte Magno
  - 3e de la Coppa Montes
- 2024
  - Grand Prix Goriška & Vipava Valley
  - 3e du South Aegean Tour
- 2025
  - 1re étape de Visit South Aegean Islands
  - 2e de Visit South Aegean Islands

## Palmarès sur piste
- 2022
  -  Champion d'Italie de poursuite par équipes juniors (avec Alessio Delle Vedove, Renato Favero et Cristiano Rosso)
  - 2e du championnat d'Italie de l'américaine juniors
- 2023
  -  Champion d'Italie de l'américaine juniors (avec Eros Sporzon)[4]
  - 2e du championnat d'Italie de poursuite par équipes juniors